# Обрядові свята України (серія монет)
Обрядові свята України — серія ювілейних та пам'ятних монет, започаткована Національним банком України в 2002 році.
|                                                   |  |  |
| Срібна монета - Свято Різдва Христового в Україні |  |  |

## Монети в серії
У серію включені такі монети:
- Пам'ятні монети «Свято Різдва Христового в Україні»
- Пам'ятні монети «Свято Великодня»
- Пам'ятні монети «Свято Трійці»
- Пам'ятні монети «Покрова»
- Пам'ятні монети «Водохреще»
- Пам'ятні монети «Благовіщення»
- Пам'ятні монети «Спас»